# ポール・ロンドン
ポール・ロンドン（Paul Michael London、1980年4月16日 - ）は、アメリカ合衆国のプロレスラー。テキサス州オースティン出身。身長176cm、体重93kg。

## 来歴
2000年にプロレスデビュー。ROHに参戦し、華麗な空中技で注目され始める。2003年1月からは、WWEに入ったレオナルド・スパンキーの代わりでZERO-ONEに参戦するため初来日。コーナーポスト最上段から場外にシューティングスタープレスを披露するなど、観客を大いに沸かした。同年の中盤に、WWEと契約を果たした。TV中継されないダーク・マッチに数試合出場後、同年8月30日WWEの下部組織のOVWに移籍。2003年の10月9日にWWEに昇格し、SmackDown!にブロック・レスナーとのWWE王座を賭けた試合で初登場。
初期のうちはスパンキーとタッグチームを結成していたが、スパンキーがWWEを離脱した後はビリー・キッドマンとタッグチームを結成。2004年7月8日にはダッドリー・ボーイズからWWEタッグ王座を奪取し、8月に行われたサマースラムにも出場。レイ・ミステリオ、キッドマンと組みダッドリー・ボーイズを相手に勝利を収めた。しかし同年、9月9日のスマックダウンにてパートナーのキッドマンの裏切りを受けレネ・デュプリー、鈴木健三組に同王座を奪われてしまう。またこの裏切りを受け、キッドマンとは同年10月3日のノー・マーシーにて対戦するも、シューティング・スター・プレスを喰らい長期欠場に入る（実際これはロンドンが鼻を以前から骨折していたためこのアングルを利用して休養に入った）。
2005年5月31日、バトルロイヤルにおいてクルーザー級王座を奪取。8月にナンジオに奪われた。その後ブライアン・ケンドリックにリングネームを改めてWWEに復帰したスパンキーとタッグチームを結成し、MNMとの連戦などでクルーザー級戦線を賑わせる。
2006年のジャッジメント・デイではケンドリックと組みMNMを倒し、自身にとって2度目のWWEタッグ王座を獲得。1年近く防衛し、WWE史上最も長い防衛記録を樹立した（現在はニュー・デイによって破られている）。
2007年にはドラフトでケンドリックと共にRAWに移籍。引き続きケンドリックをパートナーにタッグ部門で活躍する。9月5日に行われたRAWのハウス・ショーでケイド&マードックを下し初の世界タッグ王座を獲得するも、3日後のハウス・ショーにてすぐに奪い返されている。2007年後期は足の負傷により欠場し、2008年2月に復帰。再度ケンドリックとのタッグチームを始動させたが、鳴かず飛ばずの状態が長く続いた。
2008年6月のドラフトではケンドリックがSmackDown!に移籍したため、タッグチームは自然消滅。シングルプレイヤーとして奮闘していたが、11月7日にWWEを解雇された。
2009年よりPWG（Pro Wrestling Guerrilla）を主戦とし、最初の数ヶ月にはシングルとしてメインに出場する機会が多かったものの、徐々に中堅となっていった。
2010年よりエル・ジェネリコと¡Peligro Abejas!なるタッグチームを結成。5月に行われたDDT4トーナメントを優勝と同時にPWG世界タッグ王座を獲得。それから約1年間ベルトを防衛。
2010年12月、Lucha Libre USAにてTJパーキンスのマスクマンギミック、シディスティコ（Sydistiko）を引き継ぎ参戦。
2012年、プロレスリング・ノアの日テレG+杯争奪ジュニアヘビー級タッグ・リーグ戦にザック・セイバーJr.とのタッグで出場。
以後はアメリカやヨーロッパのインディー団体を転戦し、2019年にインパクト・レスリングのプロデューサーに就任した。

## その他
- ビンス・マクマホンの爆死ストーリーが展開された日に、マクマホンが全ブランドの選手が集まる通路を歩くというシーンがあった。その時に、シリアスな表情をしなければいけないところを、ロンドンは一人笑っており、それを不快に思ったビンスが興行終了後に激怒したというニュースがあった。しかし、その後マクマホンの隠し子ストーリーが展開された時に、爆死の時と全く同じシーンが展開され、またもロンドンは笑っており、マクマホンから「お前はずっと笑っていろ!」と怒らせたことを逆手にとってアングルに組み込まれた。
- デビュー戦の相手は当時WWE王者だったヒールのブロック・レスナーでWWE王座をかけての試合だったが、ロンドンはレスナーによって瞬殺されている。

## 得意技
- ロンドン・コーリング
- コズミック・サイクロン
- ドロップサルト

ロンドンの代名詞的な技で試合中必ず使用する。ドロップキックを放った瞬間にムーン・サルト（空中で後転）で宙を舞う技。タッグマッチにおいて二人の相手を同時に攻撃することができる。
- ワッフル・フェイス

後ろからチキンウィングで捕らえて、持ち上げてから太ももに持ち替えて顔面を打ちつける技。

## 獲得タイトル
WWE
- WWEクルーザー級王座 : 1回
- WWE世界タッグ王座 : 1回（w / ブライアン・ケンドリック）
- WWEタッグ王座 : 2回（w /  ビリー・キッドマン、ブライアン・ケンドリック）

PWG
- PWG世界タッグ王座 : 1回（w / エル・ジェネリコ）
- DDT4トーナメント : 2010年度優勝（w / エル・ジェネリコ）

PWI
- 2005年度PWI500では36位。
- 2007年度にはブライアン・ケンドリックと共にタッグ・チーム・オブ・ザ・イヤー（最優秀タッグチーム賞）を受賞。
- レスリング・オブザーバー2004年度の『最も過小評価されているレスラー』賞を受賞。

他、米インディー団体を中心に多数のタイトルを獲得。